# هیدروژن پولونید
هیدروژن پولونید (به انگلیسی: Hydrogen polonide) با فرمول شیمیایی H۲Po یک ترکیب شیمیایی با شناسه پاب‌کم ۲۳۹۴۱ است. که جرم مولی آن ۲۱۰٫۹۹۸ g/mol می‌باشد. 